# Jorge Barlin
Jorge Barlin (ur. 23 kwietnia 1850, zm. 4 września 1909) – filipiński duchowny katolicki.

## Życiorys
Urodził się 23 kwietnia 1850 w Baao w prowincji Camarines Sur. Był synem Mateo Alfonso Barlina oraz Franciski Imperial. Wstąpił do seminarium duchownego, w nim też odebrał wykształcenie. Został wyświęcony na księdza 19 września 1875. 14 grudnia 1905 został mianowany biskupem Nueva Caceres. Święcenia biskupie otrzymał 29 czerwca 1906. Stał się tym samym pierwszym Filipińczykiem podniesionym do godności biskupiej, mimo w owym czasie już dosyć długiej, bo trwającej przeszło 400 lat obecności katolicyzmu na archipelagu.
Aktywnie uczestniczył w życiu społecznym i politycznym współczesnych sobie Filipin. W 1898 mianowano go na przykład cywilnym gubernatorem prowincji Sorsogon. Proponowano mu by stanął na czele będącego bezpośrednim pokłosiem rewolucji filipińskiej Niezależnego Kościoła Filipińskiego (Iglesia Filipino Independiente, IFI). Barlin wszelako odmówił, decydując się na dochowanie wierności macierzystej denominacji. Otrzymał tytuł szambelana papieskiego. W 1907 odmówił modlitwę podczas inauguracyjnego posiedzenia Zgromadzenia Filipińskiego. Zmarł 4 września 1909 w Rzymie, w którym to przebywał składając wizytę ad limina apostolorum. Jego imię nosi Złoty Krzyż, wyróżnienie przyznawane przez Konferencję Episkopatu Filipin.